# Nives
Nives je žensko osebno ime.

## Izvor imena
Ime Nives povezujejo z latinsko besedo nix, v rodilniku ninis v pomenu besede »sneg«. Po izvoru pa je Nives špansko ime, ki je nastalo podobno kot imena Dolores, Carmen in druga z opustitvijo imena Marija (npr.Maria de los Dolores) 

## Različice imena
- ženske različice imena: Nevia, Nevija, Nevja, Nevko, Nivesa, Niveska, Niveta, Nivez, Nivia, Nivija, Snežana, Snežna
- moške različice imena: Nevij, Nevijo, Nevio, Nevjo, Nevo in Nives (redko)
- ustrezna slovenska imena: Sneža, Snežna, Snežana

## Tujejezikovne različice imena
- pri Angležih: Neva
- pri Baskih: Edurne
- pri Kataloncih: Neus
- pri Francozih: Neige
- pri Portugalcih: Neves
- pri Špancih: Nieves

## Pogostost imena
Po podatkih Statističnega urada Republike Slovenije je bilo na dan 31. decembra 2007 v Sloveniji število ženskih oseb z imenom Nives: 1.322. Med vsemi ženskimi imeni pa je ime Nives po pogostosti uporabe uvrščeno na 160. mesto.

## Osebni praznik
V koledarju je ime Nives uvrščeno k imenu Marija Snežna, ki goduje 5. avgusta.